# NBA Jam
NBA Jam è un videogioco arcade di basket, creato nel 1993 dalla Midway Games. 
Fu creato interamente in linguaggio assembly e diede il via alla serie di videogiochi della Midway basati sull'NBA.

## Modalità di gioco
Il gioco non è realistico ma incentrato sull'azione frenetica e spettacolare: non ci sono falli, i giocatori possono liberamente darsi spintoni e i tiri a canestro sono spesso acrobazie surreali a base di voli e schiacciate impossibili.
La versione da sala giochi conteneva i giocatori e le squadre aggiornate alla stagione 1992-1993, mentre le successive versioni domestiche erano aggiornate alla stagione successiva, la 1993-1994.
Le partite sono 2 contro 2, ogni atleta può essere controllato da un giocatore o dal computer. Quando un giocatore ha il compagno controllato dal computer può comunque decidere quando farlo tirare o passare sempre usando i propri pulsanti.
La telecronaca degli incontri è affidata alla voce di Tim Kitzrow che a seguito delle azioni più spettacolari e dei canestri più funambolici esclama frasi quali: "BoomShakalaka", "He's heating up", "Is it the shoe?", chiamando i giocatori più celebri con i soprannomi in voga in quelle stagioni, uno su tutti "The Diesel" ovvero Shaquille O'Neal.
Una delle caratteristiche della serie NBA JAM è la possibilità di arricchire il gioco con le cosiddette easter egg, una serie di trucchi che permettono di scendere in campo impersonando Bill Clinton, la moglie Hilary o Al Gore; inoltre è possibile giocare in modalità Big Head con le teste dei giocatori più grandi del corpo.

## Serie
In seguito al successo del primo capitolo della saga, in particolare nella sua versione coin-op da sala giochi, sono state pubblicate una serie di nuove versioni del gioco, delle quali nessuna è riuscita a ripetere il successo della capostipite, in particolare NBA Jam Extreme, NBA Hangtime, NBA Maximum Hangtime, College Slam e NBA Showtime: NBA on NBC.
Nel 2010 è uscita una nuova versione del gioco per le principali console in commercio (Wii, Xbox 360 e PS3), contenente oltre la classica campagna di sfida di tutte le squadre presenti anche dei giochini bonus che permettono di sbloccare nuove modalità di giochi, cheat, campioni del passato ecc.
Il 4 ottobre 2011 esce su PlayStation Network e su Xbox Live Arcade un altro sequel: NBA Jam: On Fire Edition che riscuote un buon successo per la notevole spettacolarità del gioco.

## Squadre e giocatori
In base alla versione del gioco per motivi legati alla concessione dei diritti e allo sfruttamento dei marchi i giocatori facenti parte delle formazioni variano nelle varie versioni del gioco.

### Eastern Conference
| Squadra             | Sala giochi                        | SNES/Mega Drive                       | Sega CD                             | Game Boy                            | Game Gear                             |
| ------------------- | ---------------------------------- | ------------------------------------- | ----------------------------------- | ----------------------------------- | ------------------------------------- |
| Atlanta Hawks       | Dominique Wilkins - Stacey Augmon  | Dominique Wilkins - Stacey Augmon     | Stacey Augmon - Mookie Blaylock     | Stacey Augmon - Mookie Blaylock     | Dominique Wilkins - Stacey Augmon     |
| Boston Celtics      | Reggie Lewis - Kevin McHale        | Dee Brown - Robert Parish             | Dee Brown - Dominique Wilkins       | Dee Brown - Dominique Wilkins       | Dee Brown - Robert Parish             |
| Charlotte Hornets   | Larry Johnson - Kendall Gill       | Larry Johnson - Alonzo Mourning       | Larry Johnson - Alonzo Mourning     | Larry Johnson - Alonzo Mourning     | Larry Johnson - Alonzo Mourning       |
| Chicago Bulls       | Scottie Pippen - Horace Grant      | Scottie Pippen - Horace Grant         | Scottie Pippen - B.J. Armstrong     | Scottie Pippen - Horace Grant       | Scottie Pippen - Horace Grant         |
| Cleveland Cavaliers | Mark Price - Brad Daugherty        | Mark Price - Brad Daugherty           | Mark Price - Brad Daugherty         | Mark Price - Brad Daugherty         | Mark Price - Brad Daugherty           |
| Detroit Pistons     | Isiah Thomas - Bill Laimbeer       | Isiah Thomas - Bill Laimbeer          | Terry Mills - Joe Dumars            | Terry Mills - Joe Dumars            | Isiah Thomas - Bill Laimbeer          |
| Indiana Pacers      | Reggie Miller - Detlef Schrempf    | Reggie Miller - Derrick McKey         | Reggie Miller - Rik Smits           | Reggie Miller - Rik Smits           | Reggie Miller - Derrick McKey         |
| Milwaukee Bucks     | Brad Lohaus - Blue Edwards         | Brad Lohaus - Blue Edwards            | Vin Baker - Eric Murdock            | Vin Baker - Eric Murdock            | Brad Lohaus - Blue Edwards            |
| Miami Heat          | Rony Seikaly - Glen Rice           | Rony Seikaly - Harold Miner           | Rony Seikaly - Glen Rice            | Rony Seikaly - Glen Rice            | Rony Seikaly - Harold Miner           |
| New Jersey Nets     | Derrick Coleman - Dražen Petrović1 | Derrick Coleman - Kenny Anderson      | Derrick Coleman - Kenny Anderson    | Derrick Coleman - Kenny Anderson    | Derrick Coleman - Kenny Anderson      |
| New York Knicks     | Patrick Ewing - Charles Oakley     | Patrick Ewing - John Starks           | Patrick Ewing - John Starks         | Patrick Ewing - John Starks         | Patrick Ewing - John Starks           |
| Orlando Magic       | Shaquille O'Neal2 - Scott Skiles   | Nick Anderson - Scott Skiles          | Nick Anderson - Penny Hardaway      | Nick Anderson - Penny Hardaway      | Nick Anderson - Scott Skiles          |
| Philadelphia 76ers  | Hersey Hawkins - Jeff Hornacek     | Clarence Weatherspoon - Jeff Hornacek | Clarence Weatherspoon - Jeff Malone | Clarence Weatherspoon - Jeff Malone | Clarence Weatherspoon - Jeff Hornacek |
| Washington Bullets  | Tom Gugliotta - Harvey Grant       | Tom Gugliotta - Harvey Grant          | Tom Gugliotta - Calbert Cheaney     | Tom Gugliotta - Calbert Cheaney     | Tom Gugliotta - Harvey Grant          |

### Western Conference
| Squadra                | Sala giochi                       | SNES/Megadrive                    | Sega CD                              | Game Boy                             | Game Gear                         |
| ---------------------- | --------------------------------- | --------------------------------- | ------------------------------------ | ------------------------------------ | --------------------------------- |
| Dallas Mavericks       | Derek Harper - Mike Iuzzolino     | Derek Harper - Jim Jackson        | Jim Jackson - Jamal Mashburn         | Jim Jackson - Jamal Mashburn         | Derek Harper - Jim Jackson        |
| Denver Nuggets         | Dikembe Mutombo - LaPhonso Ellis  | Dikembe Mutombo - LaPhonso Ellis  | Dikembe Mutombo - Mahmoud Abdul-Rauf | Dikembe Mutombo - Mahmoud Abdul-Rauf | Dikembe Mutombo - LaPhonso Ellis  |
| Golden State Warriors  | Tim Hardaway - Chris Mullin       | Tim Hardaway - Chris Mullin       | Chris Webber - Latrell Sprewell      | Chris Webber - Latrell Sprewell      | Tim Hardaway - Chris Mullin       |
| Houston Rockets        | Hakeem Olajuwon - Kenny Smith     | Hakeem Olajuwon - Vernon Maxwell  | Hakeem Olajuwon - Vernon Maxwell     | Hakeem Olajuwon - Vernon Maxwell     | Hakeem Olajuwon - Vernon Maxwell  |
| Los Angeles Clippers   | Danny Manning - Ron Harper        | Danny Manning - Ron Harper        | Pooh Richardson - Ron Harper         | Pooh Richardson - Ron Harper         | Danny Manning - Ron Harper        |
| Los Angeles Lakers     | Vlade Divac - James Worthy        | Vlade Divac - James Worthy        | Vlade Divac - Nick Van Exel          | Vlade Divac - Nick Van Exel          | Vlade Divac - James Worthy        |
| Minnesota Timberwolves | Christian Laettner - Chuck Person | Christian Laettner - Chuck Person | Christian Laettner - Isaiah Rider    | Christian Laettner - Isaiah Rider    | Christian Laettner - Chuck Person |
| Phoenix Suns           | Charles Barkley - Dan Majerle     | Charles Barkley - Kevin Johnson1  | Dan Majerle - Kevin Johnson          | Dan Majerle - Kevin Johnson          | Dan Majerle - Kevin Johnson       |
| Portland Trail Blazers | Clyde Drexler - Terry Porter      | Clyde Drexler - Terry Porter      | Clyde Drexler - Cliff Robinson       | Clyde Drexler - Cliff Robinson       | Clyde Drexler - Terry Porter      |
| Sacramento Kings       | Wayman Tisdale - Spud Webb        | Wayman Tisdale - Mitch Richmond   | Wayman Tisdale - Mitch Richmond      | Wayman Tisdale -Mitch Richmond       | Wayman Tisdale - Mitch Richmond   |
| San Antonio Spurs      | David Robinson - Sean Elliott     | David Robinson - Sean Elliott     | David Robinson - Chuck Person        | David Robinson - Dale Ellis          | David Robinson - Dale Ellis       |
| Seattle SuperSonics    | Shawn Kemp - Benoit Benjamin      | Shawn Kemp - Detlef Schrempf      | Shawn Kemp - Detlef Schrempf         | Shawn Kemp - Detlef Schrempf         | Shawn Kemp - Detlef Schrempf      |
| Utah Jazz              | Karl Malone - John Stockton       | Karl Malone - John Stockton       | Karl Malone - John Stockton          | Karl Malone - John Stockton          | Karl Malone - John Stockton       |